# 5689 Rhön
5689 Rhön là một tiểu hành tinh vành đai chính với chu kỳ quỹ đạo là 1672.0779289 ngày (4.58 năm).
Nó được phát hiện ngày 9 tháng 9 năm 1991.